# Rozłucz (gmina)
Rozłucz – dawna gmina wiejska w powiecie turczańskim województwa lwowskiego II Rzeczypospolitej. Siedzibą gminy był Rozłucz.

## Historia
Gminę utworzono 1 sierpnia 1934 r. w ramach reformy na podstawie ustawy scaleniowej z dotychczasowych gmin wiejskich: Gwoździec, Jasienica Zamkowa, Łopuszanka Chomina, Rozłucz, Rypiany, Smereczka, Wołosianka Mała i Wołosianka Wielka.
Do 1939 wójtem gminy był inż. Józef Sozański.
Po wojnie obszar gminy został odłączony od Polski i włączony do Ukraińskiej SRR.